# Турар (село)
Тура́р (каз. Тұрар) — село у складі Карасайського району Алматинської області Казахстану. Входить до складу Жибек-жолинського сільського округу.
Населення — 4776 осіб (2021; 2585 у 2009, 1752 у 1999, 1865 у 1989).